# Семенівка (Подільський район)
Семе́нівка — село Кодимської міської громади у Подільському районі Одеської області, Україна.
19 липня 2020 року, в результаті адміністративно-територіальної реформи і ліквідації Кодимського району, село увійшло до складу новоутвореного Подільського району.

## Населення
Згідно з переписом УРСР 1989 року чисельність наявного населення села становила 209 осіб, з яких 91 чоловік та 118 жінок.
За переписом населення України 2001 року в селі мешкали 183 особи.

### Мова
Розподіл населення за рідною мовою за даними перепису 2001 року:
| Мова       | Кількість | Відсоток |
| ---------- | --------- | -------- |
| українська | 176       | 96.17%   |
| румунська  | 5         | 2.73%    |
| російська  | 2         | 1.10%    |
| Усього     | 183       | 100%     |